# Victor Koretzky
Pour les articles homonymes, voir Koretzky.
Victor Koretzky, né le 26 août 1994 à Béziers, est un coureur cycliste français spécialiste de VTT cross-country. En 2024, il est vice-champion olympique et vice-champion du monde de cross-country, et champion du monde de cross-country short track.

## Biographie
Victor Koretzky naît le 26 août 1994 à Béziers, en France. Son frère ainé, Clément, né en 1990, est également coureur cycliste, mais spécialisé dans les épreuves sur route.

### Catégorie cadet
Victor Koretzky se spécialise dans le vélo tout terrain. En 2009, il est cadet 1re année. Il est vainqueur du trophée fédéral cadet des jeunes vététistes en individuel, et du championnat régional cadet de VTT. Il est également 10e du classement général cadet de la coupe de France.
En 2010, il est cadet deuxième année, et remporte le classement général cadet de la coupe de France, la coupe de France cadet de Saint-Raphaël, la coupe de France cadet de Méribel, le trophée fédéral cadet des jeunes vététistes en individuel, le championnat régional cadet de VTT en individuel et termine quatrième du championnat cadet de Val-d'Isère.

### Catégorie junior
En 2011, Victor Koretzky est junior 1re année. Il participe aux championnats du monde de VTT et de Trial à Champéry en Suisse, et devient champion du monde du relais par équipes avec Fabien Canal, Julie Bresset et Maxime Marotte, ainsi que champion du monde de cross-country juniors. Toujours avec la même équipe, il est champion d'Europe du relais par équipes à Dohňany, en Slovaquie.
Il accumule les victoires et les places d'honneur : il termine deuxième de la coupe du monde junior de Val di Sole (en Italie), quatrième de la coupe du monde junior d'Offenbourg (en Allemagne), sixième de la coupe du monde junior de Dalby Forest (au Royaume-Uni), 8e du championnat d'Europe junior de Dohňany (en Slovaquie), champion de France junior de VTT en individuel à Méribel et champion de France en relais de VTT par équipe, vainqueur de la coupe de France junior de Superbesse, deuxième de la coupe de France junior de Saint-Raphael et troisième du classement général junior de la coupe de France de VTT, et enfin, champion régional de VTT en individuel.
En 2012, il est junior deuxième année. Il participe aux Championnats du monde de VTT et de Trial à Saalfelden et Leogang en Autriche, où il est médaillé d'agent du relais mixte et du cross-country juniors. Il y termine également deuxième dans la catégorie junior et deuxième en relais. Lors de la coupe du monde de VTT, il remporte trois manches : à Nové Město pod Smrkem (en République tchèque), à La Bresse et à Val-d'Isère (en France).
Par ailleurs, il est deuxième de la coupe du monde junior de Pietermaritzburg en Afrique du Sud, cinquième du championnat d'Europe junior de Moscou en Russie, cinquième de la coupe du monde junior d'Houffalize en Belgique, troisième du championnat de France junior aux Gets, deuxième de la coupe de France junior à Saint-Raphael, deuxième de la coupe de France junior de Super Besse et troisième de la coupe de France junior de Méribel, vainqueur de la bike days Soleur (en Suisse) dans la catégorie junior et troisième du Roc d'Azur junior en France.
Enfin, il est troisième du championnat de France junior de cyclo-cross à Quelneuc et dixième du championnat du monde junior de cyclo-cross à Coxyde en Belgique.

### 2013
En 2013, Victor Koretzky est espoir 1re année. Il termine 8e de la coupe du monde espoir de Nové Město pod Smrkem en République tchèque, 8e du championnat du monde espoir de Pietermaritzburg en Afrique du Sud, vainqueur de la coupe de France espoir de Locminé et deuxième au scratch, deuxième de la coupe de France espoir de Saint-Raphaël et 7e au scratch, deuxième de la coupe de Suisse espoir de Tesserete et 7e au scratch, troisième de la coupe de France espoir de Saint-Pompon et 10e au scratch, troisième de la coupe de Suisse espoir de Schaan et 14e au scratch, quatrième du championnat de France espoir de VTT à Auron et cinquième du championnat de France de cyclo-cross à Nommay.

### 2014-2015

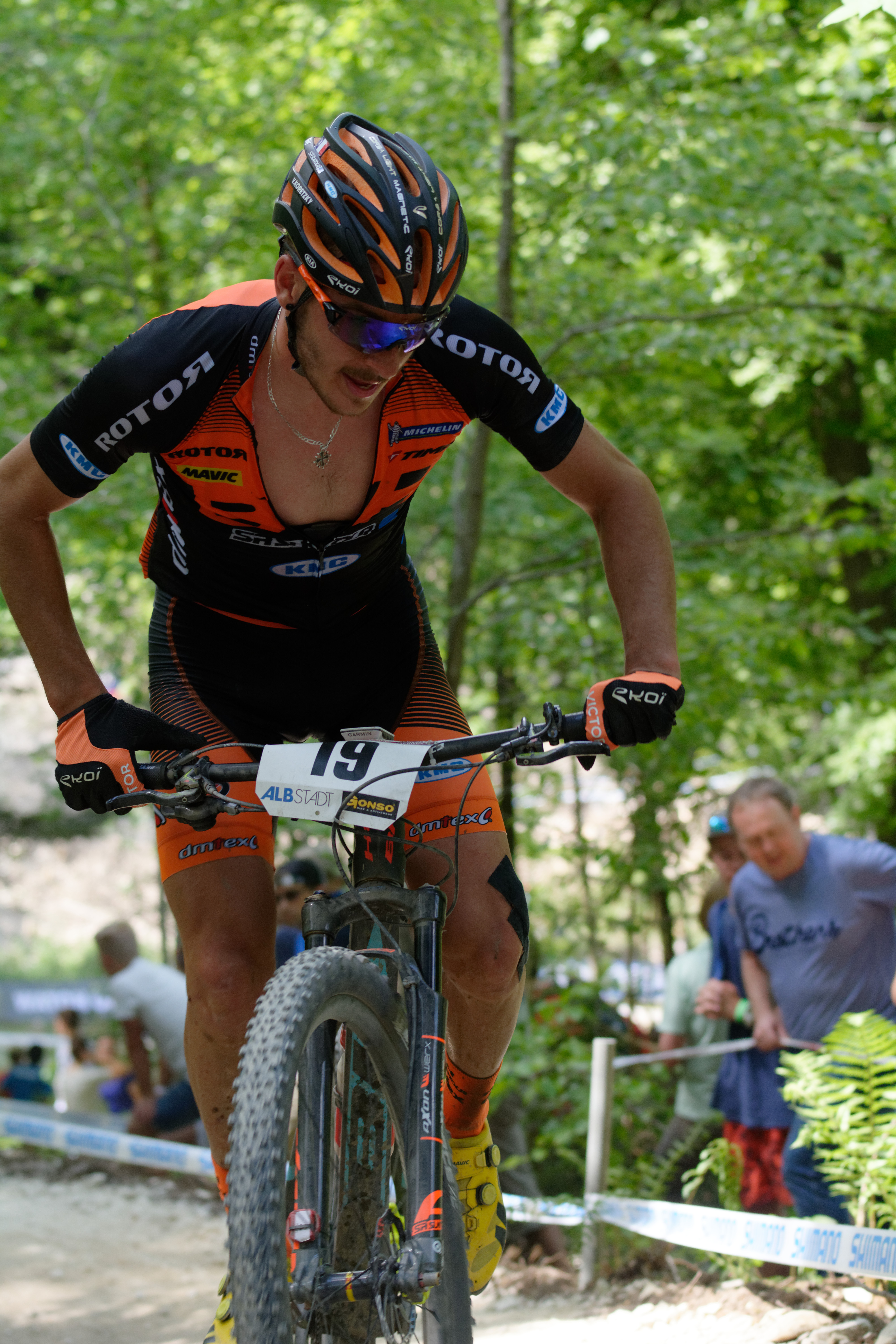
Victor Koretzky en 2017 à la manche de Coupe du monde d'Albstadt.

Victor Koretzky devient professionnel en 2014 en entrant dans l'équipe BH-SRSuntour-KMC. Il est espoir deuxième année. Il est vainqueur de la coupe du monde espoir de VTT à Cairns en Australie, troisième du classement général de la coupe du monde espoir de VTT, deuxième du championnat de France espoir de VTT aux Ménuires, quatrième de la coupe du monde en espoir de Nové Město pod Smrkem en République tchèque, cinquième de la coupe du monde espoir d’Albstadt en Allemagne, quatrième de la coupe du monde espoir du Mont Sainte-Anne au Canada, sixième de la coupe du monde espoir de Pietermaritzburg en Afrique du Sud, vainqueur de la coupe de France espoir de Lons-le-Saunier et deuxième au scratch, et cinquième du championnat de France espoir de cyclo-cross à Lignières.
En 2015, il devient pour la deuxième fois champion du monde du relais mixte avec Jordan Sarrou, Antoine Philipp et Pauline Ferrand-Prévot.

### 2022: Carrière sur route

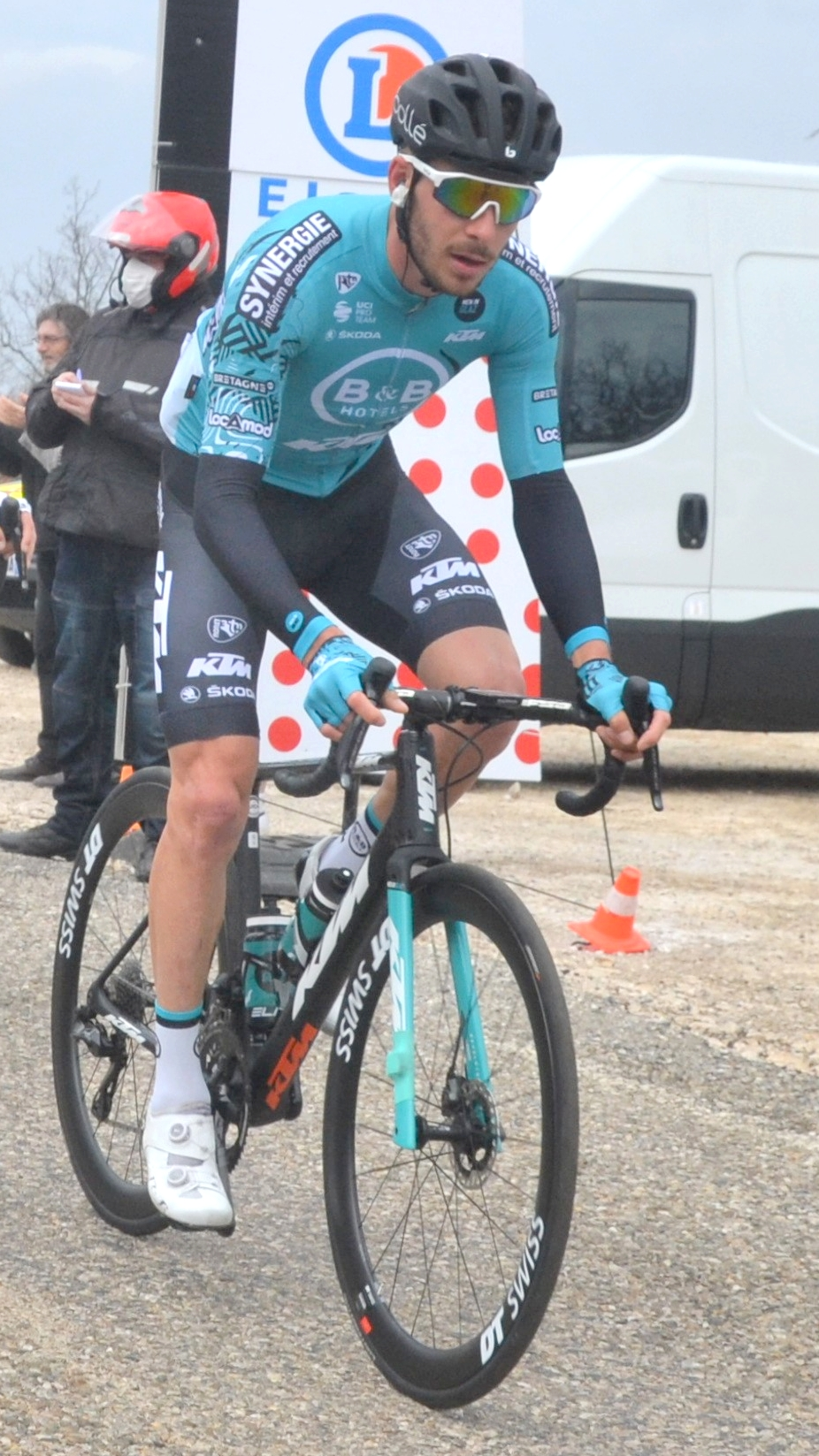
Victor Koretzky lors de Paris-Nice 2022.

En 2022, Victor Koretzky s'engage sur route avec l'équipe cycliste B&B Hotels p/b KTM dirigée par Jérôme Pineau. Il découvre Paris-Nice en mars. Il décroche son premier résultat encourageant lors de la troisième étape, terminant 20e. Il confirme ses bonnes dispositions lors de la sixième étape, échappé alors qu'il dépasse pour la première fois les 200 kilomètres en compétition, il est repris par le peloton en compagnie de Johan Jacobs et Matthew Holmes à un peu moins de 30 kilomètres de l'arrivée après l'ascension du col de l'Espigoulier. Au terme de l'étape, il reçoit le prix de la combativité. À la suite des problèmes de budget de la formation de Jérôme Pineau, il rejoint en 2023 l'équipe World Tour Bora-Hansgrohe lui permettant de participer aux manches de coupe du monde de VTT.

### 2024: vice-champion olympique
En 2024, il est médaillé d'argent de la course des jeux olympiques remportée par Tom Pidcock.

## Palmarès

### Palmarès sur route

#### Par années
- 2022
  - 3e étape de l'Alpes Isère Tour

### Palmarès en VTT

#### Jeux olympiques
- Rio 2016
  - 10e du cross-country
- Tokyo 2020
  - 5e du cross-country
- Paris 2024
  -  Médaille d'argent du cross-country

#### Championnats du monde
- Champéry 2011[1]
  -  Champion du monde du relais par équipes (avec Fabien Canal, Julie Bresset et Maxime Marotte)
  -  Champion du monde de cross-country juniors
- Saalfelden-Leogang 2012
  -  Médaillé d'argent du relais mixte
  -  Médaillé d'argent du cross-country juniors
- Vallnord 2015
  -  Champion du monde du relais par équipes (avec Pauline Ferrand-Prévot, Jordan Sarrou et Antoine Philipp)
  -  Médaillé d'argent du cross-country espoirs
- Nové Město 2016
  -  Champion du monde du relais par équipes (avec Pauline Ferrand-Prévot, Jordan Sarrou et Benjamin Le Ny)
  -  Médaillé d'argent du cross-country espoirs
- Val di Sole 2021
  -  Médaillé de bronze du cross-country
- Les Gets 2022
  - 8e du cross-country
- Glasgow 2023
  -  Médaillé d'argent du cross-country short track
  - 4e du cross-country
- Pal Arinsal 2024
  -  Champion du monde de cross-country short track
  -  Médaillé d'argent du cross-country

#### Coupe du monde
- Coupe du monde de cross-country juniors
  - 2012 : vainqueur de 3 manches

- Coupe du monde de cross-country espoirs
  - 2013 : 29e du classement général
  - 2014 : 3e du classement général, vainqueur d'une manche
  - 2015 : 5e du classement général, vainqueur d'une manche

- Coupe du monde de cross-country élites
  - 2016 : 4e du classement général
  - 2017 : 46e du classement général
  - 2018 : 21e du classement général
  - 2019 : 10e du classement général
  - 2020 : pas de classement général
  - 2021 : 2e du classement général, vainqueur de 2 manches et d'une course short-track
  - 2022 : 36e du classement général
  - 2023 : 13e du classement général, vainqueur d'une manche
  - 2024 : 2e du classement général, vainqueur d'une manche

- Coupe du monde de cross-country short track
  - 2022 : 40e du classement général
  - 2023 : 6e du classement général, vainqueur de 3 manches
  - 2024 : 1er du classement général, vainqueur de 4 manches

#### Championnats d'Europe
- 2011
  -  Champion d'Europe du relais par équipes  (avec Fabien Canal, Maxime Marotte et Julie Bresset)
- 2016
  -  Champion d'Europe de cross-country espoirs
  -  Médaillé d'argent du relais par équipes
- 2022
  - 4e du cross-country

#### Championnats de France
- 2011[1]
  -  Champion de France de cross-country juniors
- 2014
  - 2e du  cross-country espoirs
- 2015
  - 2e du cross-country espoirs
- 2016
  -  Champion de France de cross-country espoirs[6]
- 2018
  - 2e du cross-country
- 2019
  -  Champion de France de cross-country
- 2021
  -  Champion de France du short track
- 2025
  - 3e du short track

### Palmarès en cyclo-cross
- 2011-2012
  - 3e du championnat de France de cyclo-cross juniors
  - 10e du championnat du monde de cyclo-cross juniors
- 2014-2015
  - 3e du championnat de France de cyclo-cross espoirs
- 2015-2016
  - Coupe de France espoirs #3, Flamanville
  - 2e du championnat de France de cyclo-cross espoirs

## Décorations
- Chevalier de l'ordre national du Mérite (2024)[7]